# Empereur de Chine

Sceau impérial de Chine.

Pour un article plus général, voir Chine impériale.
 (août 2025).
Si vous disposez d'ouvrages ou d'articles de référence ou si vous connaissez des sites web de qualité traitant du thème abordé ici, merci de compléter l'article en donnant les références utiles à sa vérifiabilité et en les liant à la section « Notes et références ».
L'empereur de Chine (chinois : 皇帝 ; pinyin : Huángdì) était le dirigeant de la Chine de la dynastie Qin en -221 et jusqu'à la chute de la dynastie Qing en 1912. Les dirigeants de la Chine impériale précédant les Qin étaient appelés Wang, ce qui peut se traduire par « roi ». Avant le premier empereur de Chine, Qin Shi Huang, les caractères Huáng (« dieu-roi ») et Dì (« roi sage ») étaient utilisés séparément et jamais consécutivement (voir Les trois Augustes et les cinq Empereurs). Après la dynastie Han, Huángdì commença à être abrégé en Huáng ou Dì : les deux sinogrammes avaient perdu leur signification originelle pré-Qin.

## Appellation

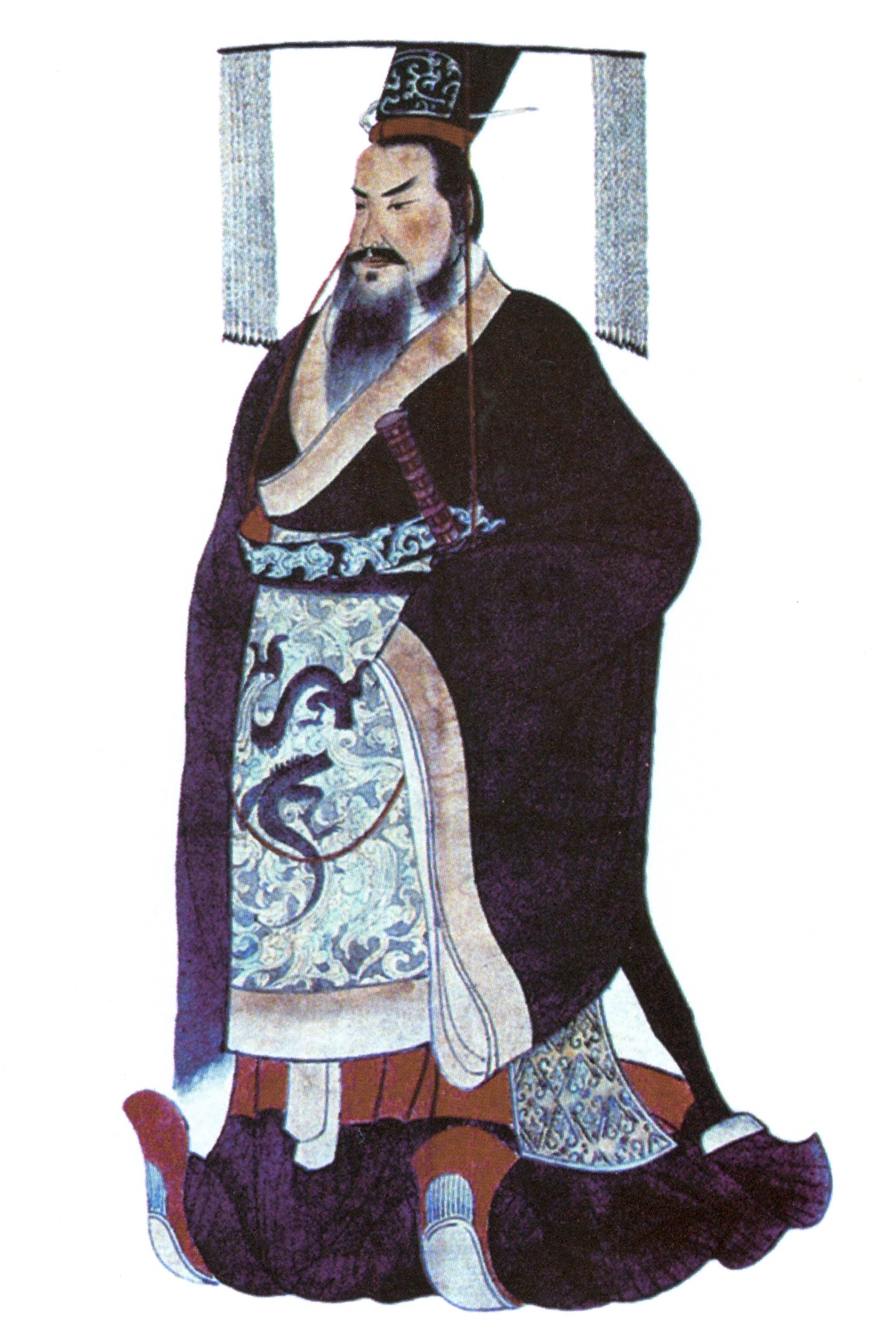
Qin Shi Huang, premier empereur de Chine.

On ne connaît pas l’origine des noms le plus souvent monosyllabiques des souverains Xia — dynastie dont l’historicité n’est d’ailleurs pas certaine. Les noms des souverains Shang, le plus souvent disyllabiques et se terminant pour la plupart par un caractère des tiges célestes, sont probablement des noms posthumes. Les souverains Zhou étaient appelés wáng (王), que l'on traduit généralement par « roi ». En 221 avant Jésus-Christ, après que le roi de Qin d'alors eut terminé la conquête des différents Royaumes combattants qui s'affrontaient, il adopta un nouveau titre pour refléter son prestige en tant que souverain plus grand que tous ceux qui l'avaient précédé. Il créa le nouveau titre de huángdì ou « Empereur », et se désigna lui-même sous le nom de Shǐ Huángdì, le Premier Empereur. Huáng (皇) n’était connu avant les Qin que dans l’expression sān huáng (三皇) « les Trois Huáng », souvent traduit comme « les Trois Augustes », désignant un groupe à composition variable de trois souverains mythiques de la haute Antiquité. Dì (帝) apparaît en première syllabe du nom posthume de deux souverains Shang et est parfois ajouté devant le nom de certains souverains de l’antiquité comme Yao ou Shun.
Le nom personnel de l'empereur n'était jamais utilisé. De son vivant, pour s'adresser à lui ou le mentionner, on utilisait le terme « empereur » ou des périphrases (voir plus bas Questions protocolaires). Après sa mort il recevait un nom posthume (shì hào, 諡號) et un nom d'ancêtre pour le temple ancestral, appelé « nom de temple » (miào hào, 廟號). Le nom posthume se termine en principe depuis les Han par huángdì (皇帝) (forme longue) ou dì (帝) (forme courte), le nom de temple par zōng (宗) « lignée ancestrale » ou zǔ (祖) « ancêtre » ; pour le fondateur de la dynastie — ou parfois son père ou son grand-père s’il veut les intégrer dans les ancêtres impériaux — le nom de temple est souvent Tàizǔ (太祖) ou Gāozǔ (高祖), « haut ancêtre ». Les souverains des dynasties d’origine étrangère portaient des titres propres à leur ethnie, exclusivement ou parallèlement aux titres d’empereur chinois, selon qu’ils étaient ou non sinisés. Néanmoins, dans la mesure où leur dynastie a été intégrée dans l’histoire de Chine, presque tous se sont vu attribuer un titre chinois posthume et/ou de temple.

### Dans les textes historiques
Le premier empereur Qin et son fils, qui avaient choisi respectivement Shǐ Huángdì (始皇帝) « premier empereur » et Èr Shì Huángdì (二世皇帝) « empereur de la deuxième génération », ont vu leur nom précédé de celui de leur dynastie, et souvent raccourci à trois syllabes (Qín Shǐ Huáng 秦始皇, Qín Èr Shì 秦二世), par les auteurs des générations postérieures.
Les historiens contemporains mentionnent parfois les empereurs sous leur nom personnel. Cependant, traditionnellement, ils sont généralement appelés de la dynastie Han à la dynastie Song par leur nom posthume court ou leur nom de temple, précédé éventuellement du nom de leur dynastie. Parmi les exceptions notables on compte les souverains de la dynastie Xin considérés comme des usurpateurs et les souverains des Trois Royaumes. Les empereurs de la dynastie Yuan sont mentionnés sous leur nom de temple par les historiens chinois, mais aussi par la transcription de leur titre mongol (ex:Khubilai Khan) par les historiens occidentaux. Les empereurs des dynasties Ming et Qing, qui prirent l’habitude de ne pas changer d’ère durant leur règne, sont en général appelés du nom de leur ère (ex: empereur Kangxi), mais le nom de temple est aussi utilisé pour les empereurs Ming par les historiens chinois. Les souverains des dynasties d’origine étrangère sont généralement mentionnés dans l’histoire chinoise par un nom d’empereur chinois posthume ou de temple, même si eux-mêmes ou leurs descendants ne l’utilisaient pas. 

## Nombre d'empereurs
Depuis la dynastie des Qin jusqu'à celle des Qing (1644-1912), il y a eu près de 400 empereurs. Certains se sont proclamés eux-mêmes empereurs et ont fondé leur propre empire en opposition à la légitimité de l'empereur régnant, tels que Li Zicheng et Yuan Shu. Tous ces empereurs n'ont pas toujours été reconnus comme légitimes. 
Parmi les empereurs connus, les plus célèbres sont : Qin Shi Huang (dynastie Qin), l'empereur Wudi de la dynastie Han, l'empereur Taizong (dynastie Tang), Kubilai Khan (dynastie Yuan), l'empereur Kangxi (dynastie des Qing).

## Position et pouvoir
Avant que n'apparaissent les empereurs, les dirigeants de la dynastie des Zhou portaient le titre de « Fils du Ciel » (天子). Qin Shi Huángdì n'utilisa pas ce titre, peut-être parce qu'il impliquait une forme d'autorité divine supérieure à la sienne ; mais, sous les Han, ce titre fut de nouveau porté et employé dès lors pour tous les souverains à venir de la Chine. En tant que représentant du Ciel sur terre, l'empereur exerçait un pouvoir absolu sur toutes les affaires, petites ou grandes, qui se déroulaient sous le Ciel (天下). Son mandat pour gouverner était considéré comme un mandat divin et prédestiné. Contrairement aux relations internationales modernes, l'Empereur de Chine n'était pas considéré en Extrême-Orient comme étant simplement le chef d'un état parmi d'autres, mais aussi comme le seul et unique chef suprême de l'ensemble du monde civilisé.

## Règles de succession
Le titre d'empereur était héréditaire, et passait traditionnellement de père en fils, dans chaque dynastie. Il y avait aussi quelques cas où le trône allait à un frère cadet de l'empereur, si celui-ci venait à mourir sans héritier mâle. Par convention, dans la plupart des dynasties, c'était le fils aîné de l'impératrice (嫡長子) qui succédait à son père sur le trône. Dans quelques cas, lorsque l'impératrice n'avait pas eu d'enfants, elle adoptait un fils comme le sien (tous les enfants de l'empereur étaient réputés être les enfants de l'impératrice, quelle qu'ait été la mère génétique). Dans certaines dynasties, la succession du fils aîné de l'empereur était contestée, et comme de nombreux empereurs eurent un nombre d'enfants très important, il y eut des guerres de succession entre fils rivaux. Pour éviter ce genre de situation, l'empereur, alors qu'il était encore vivant, désignait souvent un dauphin, le Prince de la couronne (太子). Même ainsi, la jalousie et la méfiance venaient souvent perturber une succession ainsi préparée, soit que le Prince de la couronne complote contre l'empereur, ou que les frères complotent les uns contre les autres. Certains empereurs, tel l'empereur Yongzheng, après avoir aboli la position de Prince de la couronne, placèrent leur testament politique dans une boîte scellée, à n'ouvrir qu'après leur mort.[réf. nécessaire]

## Questions protocolaires
Comme l'empereur avait, de par la loi, une position de pouvoir absolu que nul ne pouvait contester, ses sujets devaient lui témoigner le respect le plus absolu en sa présence, que ce soit lorsqu'on lui adressait la parole ou en toute autre circonstance. Lors d'une conversation avec l'empereur, il était considéré comme criminel de se comparer à l'empereur de quelque façon que ce soit. Il était formellement interdit de s'adresser à l'empereur par son nom personnel, même lorsque c'était la propre mère de l'empereur qui s'adressait à lui ; celle-ci devait alors s'adresser à lui en utilisant le terme Huángdì (empereur), ou simplement Er (fils). Il était interdit de s'adresser à l'empereur en lui disant « vous ». Quiconque parlait à l'empereur devait utiliser des termes tels que Bixia (陛下), correspondant à « Votre Majesté Impériale », Huang Shang (皇上, littéralement : Empereur d'En Haut, ou Altesse Impériale), Tian Zi (天子, littéralement : Fils du Ciel), ou Sheng Shang (聖上, littéralement : Divinité d'En Haut, ou Altesse Sainte).
Les serviteurs s'adressaient souvent à l'empereur en disant Wan Sui Ye (萬歲爺, littéralement : Seigneur des Dix Mille Ans). Quant à l'empereur, lorsqu'il parlait de lui-même devant ses sujets, il utilisait le mot Zhen (朕), que l'on peut traduire par « Nous » ; c'était là une pratique réservée au seul empereur.

## Famille impériale
La famille impériale était formée de l'empereur, qui en était le chef, et de l'impératrice (皇后) en tant que première épouse et Mère de la nation (國母). De plus, l'empereur avait d'autres épouses et des concubines, qui figuraient par ordre d'importance dans un harem, où l'impératrice régnait sans partage. Chaque dynastie avait ses propres règles concernant la constitution numérique du harem. Pendant la dynastie Qing (1644-1912), par exemple, le protocole impérial prévoyait qu'à n'importe quel moment il devait y avoir une impératrice, une Huang Guifei, deux Guifei, quatre fei, et six pin, plus un nombre illimité d'autres épouses et concubines. Bien que l'empereur eut le statut le plus élevé de par la loi, la tradition voulait que la mère de l'empereur, c'est-à-dire l'impératrice douairière (皇太后), était en général la personne la plus respectée du palais et prenait les décisions dans la plupart des affaires de famille. Parfois, en particulier lorsqu'un jeune enfant montait sur le trône, l'impératrice douairière gouvernait de facto. Les enfants de l'empereur, les princes (王子) et les princesses (公主), étaient souvent appelés selon leur rang de naissance, par exemple « Fils Aîné », ou « Troisième Princesse », etc.

## Dynasties impériales de Chine
- Dynastie Zhou (-1047 ; -256)
- Dynastie Qin (-221 ; -207)
- Empereurs de la dynastie Han (-202 ; 220)
- Empereurs du Royaume de Wei (220-265)
- Empereurs du Royaume de Wu (229-280)
- Empereurs du Royaume de Shu (221-265)
- Empereurs de la dynastie Jin (265-420)
- Empereurs des Dynasties du Nord et du Sud (317-589)
- Empereurs de la Dynastie Sui (581-619)
- Empereurs de la Dynastie Tang (618-907)
- Wu Zetian (seule monarque de la seconde dynastie Zhou) (690-705)
- Empereurs de la période des Cinq Dynasties et des Dix Royaumes (907-979)
- Empereurs de la dynastie Song (960-1279)
- Dynastie Liao (907-1125)
- Dynastie des Xia occidentaux (1032-1227)
- Deuxième dynastie Jin (1115-1234)
- Empereurs de la dynastie Yuan (1279-1368)
- Empereurs de la dynastie Ming (1368-1662)
- Li Zicheng (seul monarque de la dynastie Shun) (1606-1644)
- Empereurs de la dynastie Qing (1644-1912)
- Yuan Shikai, autoproclamé empereur de Chine en 1915